# Яна-Юлский район
Яна-Юлский район (тат. Яңа Юл районы), (в 1935—1957 годах носил название Ворошиловский) — бывший административный район Татарской АССР с центром в селе Тлянче-Тамак, существовавший в 1935—1959 годах.

## История
Был создан 10 февраля 1935 года под названием Ворошиловский район.
По данным на 1 января 1948 года в районе было 20 сельсоветов: Больше-Нуркеевский, Верхне-Чершелинский, Кадряковский, Карашай-Сакловский, Мрясовский, Ново-Абдуловский, Останковский, Саклов-Башский, Семекеевский, Старо-Абдуловский, Старо-Дрюшский, Старо-Имянский, Сулюковский, Сулы-Сакловский, Тлянче-Тамакский, Удельно-Суранчакский, Ургундинский, Шарлы-Араминский и Шигаевский.
8 мая 1952 года вошёл в состав Чистопольской области Татарской АССР, а 21 февраля 1953 года — в состав Бугульминской области. 30 апреля 1953 года в связи с ликвидацией областей был возвращён в прямое подчинение Татарской АССР.
29 ноября 1957 года Ворошиловский район был переименован в Яна-Юльский район.
12 октября 1959 года Яна-Юлский район был упразднён, а его территория передана в Мензелинский и Сармановский районы.

## Население
По данным переписи 1939 года, в Ворошиловском районе проживало 26 868 человек, в том числе татары — 88,7 %, русские — 9,7 %, чуваши — 1,2 %.